# Шерали-хан
Шерали-хан (1790 - 1844), годы правления 1842—1844, девятый правитель из узбекской династии Мингов в Кокандском ханстве.

## Биография

### Личная жизнь
Шералы являлся сыном Хаджи-бия, которого приказал казнить Алим-хан в 1808 году, при вступлении на кокандский престол. Сыновья Хаджи-бия: Улукбек и Шералы бежали на Чаткал. Улукбек погиб при несчастном случае, а Шералы бежал дальше, на Талас, женился там и зажил частной жизнью состоятельного кыргыза.
Благодаря сведениям Чокана Валиханова, известно, что Шералы одевался как кыргыз, носил белую войлочную кыргызскую шапку (ак калпак) и кыргызский плащ. Кокандский поэт Джалал-ходжа написал в честь хана поэму где Шералы-хан, направляющийся на Коканд, был изображён в кыргызском тулупе и на быке.
Шералы оставался многие годы нераскрытым козырем, которым в своё время крупно могли сыграть кыргызские феодалы. Такое время пришло в 1842 году.

## Правление

### Восхождение на престол
Шерали был приглашен кокандской знатью (а именно кыргызами во главе с Йусуфом-мингбаши) занять кокандский престол в 1842 году и был совершен обряд восхождения на престол.
После захвата Коканда эмиром Насруллахом, власть бухарцев продержалась недолго. В северо-западных районах Коканда поднялись племена во главе с кыргызами. Основной костяк «пришедших в действие племён» составляли кыргызы и кыпчаки, к которым примкнула и часть сартов. Для легитимации своих действий инициаторы выступления привезли из Таласа отпрыска из дома Мингов – Шералы. Этим событиям предшествовал заговор кыргызских и кыпчакских феодалов для возведения именно своего ставленника. Используя ситуацию всеобщего недовольства бухарским наместником, феодалы решили пригласить с Таласа Шералы, не без основания считая, что он станет послушной марионеткой.

### Внешняя политика

#### Оборона Коканда

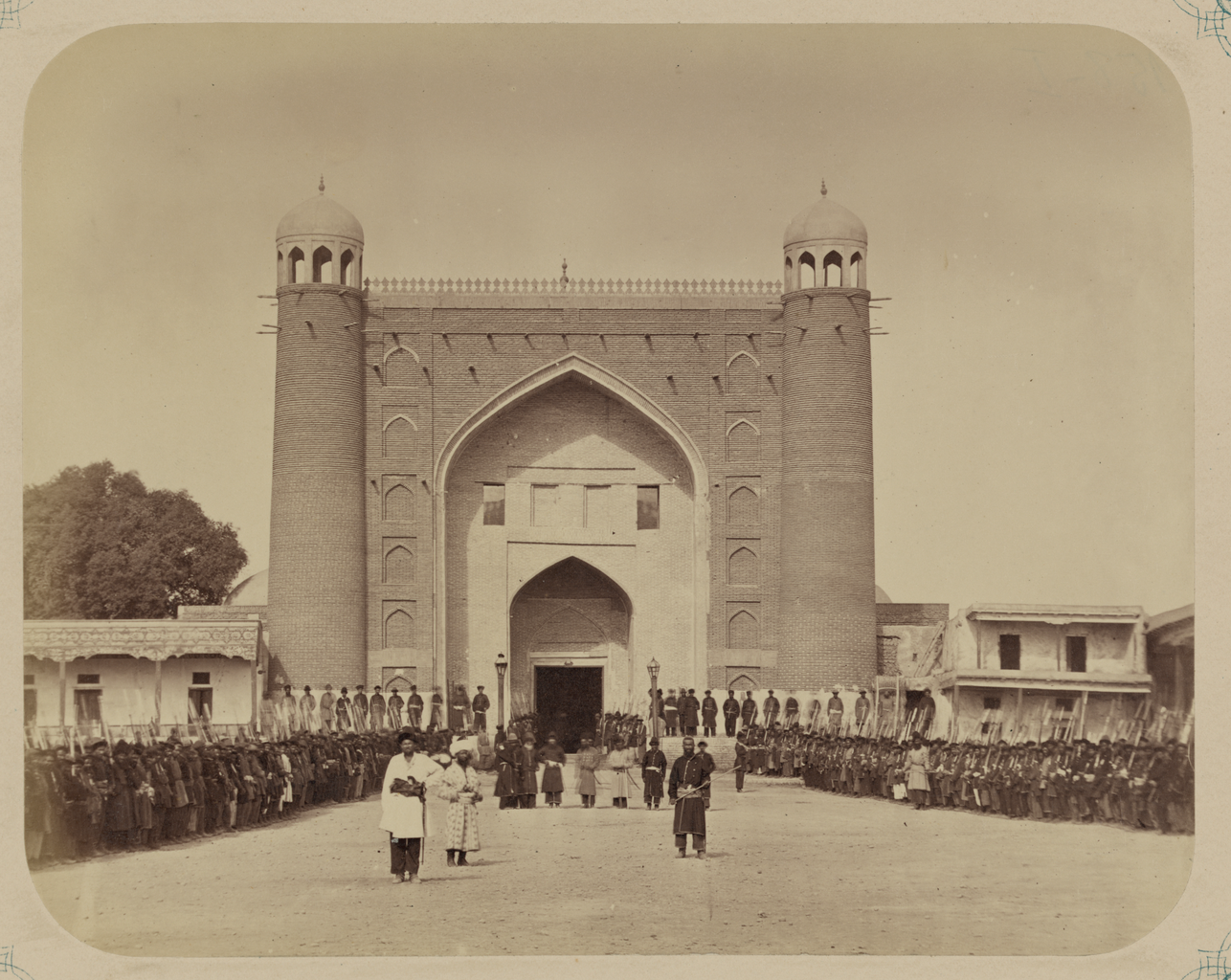
Коканд: внешние ворота ханского дворца

В период правления Шерали-хана велась борьба за выживание Кокандского ханства против власти бухарского эмира Насруллы. Бухарские войска были неоднократно разгромлены.

#### Возвращение утраченных земель
В Ташкенте сидел ставленник эмира Мухаммад Шариф-аталык. Когда попытки подчинить Ташкент Коканду дипломатическим путём оказались тщетными, туда направилось войско из тюрков, кыпчаков и сартов под начальством Йусуфа-мингбаши кыргыза и Малла-хана. Кокандцы в нескольких сражениях разгромили кураминцев, казахов и ташкентцев. Казахские и ташкентские войска бежали с поля боя, а город Ташкент был захвачен кокандцами зимой 1842—1843 годов.
Таким образом, прежние кокандские владения, включающие территорию Южного Казахстана и Ташкентской области, были подчинены Кокандскому ханству. В том же году без боя была возвращена Коканду Ходжентская область.

### Внутренняя политика
Сильно опасаясь возможности новой войны с Бухарой, Шералы-хан пожелал объездить все города, показать себя народу, а главное лично убедиться в том, на сколько способны к обороне главнейшие пункты ханства. Шералы-хан решил немедленно же, и прежде всего, приступить к обнесению стеной столицы, которая не имела не только цитадели, но даже и каких-либо внешних укреплений.
В период правления Шерали-хана резко усилилась власть кипчаков, во главе которых стоял Мусульманкул.

## Смерть
По одной версии Шерали-хан был убит в апреле 1844 году По другой версии Шерали-хан был убит 16 августа 1844 года сыном бывшего кокандского хана Алим-хана Мурадом и позже ханом был объявлен сам Мурад-хан.